# Death of a Superhero
 Death of a Superhero è un film del 2011 diretto da Ian Fitzgibbon.

## Trama
Donald è un adolescente inquieto, affetto da una rara forma di leucemia che lo porta a vivere il mondo con un rabbioso fatalismo. Un malessere che trova forma attraverso una serie di disegni e di graffiti in cui Donald raffigura la vita di un supereroe oscuro nella sua lotta quotidiana contro un mostro dalla mano piena di siringhe e aghi. Il suo fare scontroso e inquieto lo rende un caso disperato per tutti gli psicanalisti, per lo meno finché non viene sottoposto al dottor Adrian King, un "tanatologo" dallo spirito freak. Solo lui e una ragazza ribelle appena trasferita nella sua classe sapranno entrare in empatia col ragazzo e risvegliare il suo istinto di vita.

## Critica
Adolescenza e supereroi: se è vero che da grandi poteri derivano grandi responsabilità, non è detto che da grandi debolezze derivino meno preoccupazioni. Rovesciare la moderna filosofia del supereroe permette di comprendere il nucleo di questo piccolo racconto dolceamaro e fanta-realistico ambientato a Londra. Una fiaba dal gusto acerbo il cui giovane protagonista è un ragazzo ben lontano dall'avere dei superpoteri, che vive una normale ribellione adolescenziale acuita da un'anormale forma tumorale.
Death of a superhero è una storia giovanile in cui argomenti tragici e sensibili come la crescita e la malattia precoce, vengono illustrati con leggerezza, non tanto in senso di superficialità ma lavorando su una presa di distanza, soprattutto dal punto di vista visivo, che permette di entrare in empatia con Donald e il suo mondo di rifigurazioni fumettistiche, senza troppo addentrarsi all'interno del dolore personale e familiare ma gestendolo con rispetto e dignità. Al lavoro di trasposizione del suo immaginario fatto di inserti cartoon con protagonista un alter ego dal torace possente insensibile ai richiami di malvagie sirene, si alterna il percorso principale di Donald, fatto di un romanticismo acerbo, di tenere infatuazioni, palpiti sottaciuti e goffe reazioni. Al di sopra dell'anima tragica che la abita, la storia di Death of a Superhero segue così pulsioni differenti, tutte molto avventate e adolescenziali, ma comunque capaci di astrarre dalla serietà dell'argomento trattato un racconto tenero e gradevole. Una configurazione che si mostra anche nei vari rapporti che Donald intrattiene con il mondo circostante: molto più sobrio, delicato e gentile quello con la coetanea ribelle; meno incisivo e stereotipato quello con il tanalogo di Andy Serkis.

## Produzione
Il film è stato girato per tutto il 2010 in Irlanda, con fine riprese nel dicembre.
Inizialmente il protagonista doveva essere Freddie Highmore.

## Riconoscimenti
Il film ha ricevuto tre nomination agli Irish Film and Television Awards per miglior film, miglior regista (Ian Fitzgibbon) e miglior attore non protagonista (Michael McElhatton).